# X Eridani
X Eridani är en halvregelbunden variabel av SRA-typ i stjärnbilden Eridanus. 
Stjärnan har en visuell magnitud som varierar mellan +10 och 13,1 med en period av 262 dygn.